# Remetalces II
Remetalces II (grec antic: Ῥοιμητάλκης, llatí: Rhoemetalces) va ser rei dels odrisis de Tràcia. Era fill de Rascuporis III i nebot de Remetalces I.
El seu pare va ser deposat i mort perquè havia assassinat al seu nebot Cotis III de Tràcia, casat amb Antònia Trifena. Remetalces, que s'havia oposat als projectes del seu pare, va compartir el regne amb els fills, encara menors d'edat de Cotis III, entre els que hi havia Remetalces III i Cotis d'Armènia que s'havien criat a Roma. En nom d'ells el propretor Trebel·liè Rufus va ser nomenat regent per l'emperador Tiberi juntament amb Antònia Trifena. L'emperador va mantenir la divisió de Tràcia que August havia ordenat després de la mort de Remetalces I.
Remetalces II va ser lleial a Roma i va contribuir a derrotar els descontents del país que s'oposaven a la influència romana l'any 26. L'any 38 Calígula va donar tot el regne a Remetalces i al fill de Cotis li va concedir la corona de l'Armènia Menor.